# Mano Solo
Pour les articles homonymes, voir Solo et Cabut.
Ne doit pas être confondu avec Manolo Solo, Manu Chao ou Mano Negra.
Emmanuel Cabut, dit Mano Solo, est un chanteur, guitariste, dessinateur et peintre français, né le 24 avril 1963 à Châlons-sur-Marne et mort du sida, le 10 janvier 2010 à Paris dans le 18e arrondissement.
Considéré comme un héritier de la chanson réaliste en y incluant à la fois de la poésie et un esprit punk-rock, il a à son tour inspiré et influencé la nouvelle scène française. Son univers d'écorché vif, très marqué à ses débuts, laisse la place au fil des albums à une forme de réconciliation avec l'existence.

## Biographie

### Jeunesse
Né le 24 avril 1963 à Châlons-sur-Marne, Mano Solo est le fils du dessinateur Cabu (1938-2015) et d'Isabelle Monin (1937-2012), rédactrice en chef du journal écologiste La Gueule ouverte. Il grandit à Ozoir, en Seine et Marne. Ses deux parents gravitent dans l'univers de Hara Kiri Hebdo, devenu peu après Charlie Hebdo. En 1976, ses parents divorcent. Mano Solo entretient une grande partie de sa vie des rapports conflictuels avec son père, et plutôt complices avec sa mère.
Il est rapidement attiré par le mouvement punk, le monde de la rue et tombe dans l'addiction à l'héroïne. Dès l'âge de 17 ans, Mano Solo joue dans un groupe punk, les Chihuahua, au sein duquel il est guitariste.
En 1986, il apprend sa séropositivité.

### Graphisme
En parallèle de son activité musicale, il dessine et peint beaucoup, individuellement et au sein de collectifs. Il peint sous le nom de Boredom, en hommage à une chanson des Buzzcocks. Il réalise ainsi toutes les pochettes de ses albums. Quelques expositions modestes ont été consacrées à son travail graphique,.

### Production littéraire et cinématographique
Mano Solo écrit aussi et, avec l'argent gagné grâce à la musique, il monte sa propre maison d'édition littéraire, en collaboration avec Fatiha Bendahmane, dans le cadre de sa société La Marmaille Nue, et publie deux ouvrages : en 1995, un recueil de poèmes, Je suis là, et en 1996, un roman, Joseph sous la pluie. Ces deux ouvrages sont rassemblés dans un livre, Joseph sous la pluie, roman, poèmes et dessins, publié par les Éditions du Seuil en janvier 2012 augmenté de textes et de dessins inédits. Enfin, il joue le rôle du roi dans Sodomites, un court métrage de Gaspar Noé, sorti en 1998.

## Carrière musicale

### Caractéristiques de son univers musical

#### Thématiques développées
Dès son premier album, des thématiques reviendront très souvent dans la suite de sa discographie. Notamment le Paris populaire, sa vie nocturne et marginale. Son univers d'écorché vif, angoissé et torturé, très marqué à ses débuts laisse la place au fil des albums à forme une réconciliation avec l'existence,,. La tristesse supposée de l'univers de Mano Solo a toujours été contestée par lui. Il désirait au contraire proposer une musique de combat et de vitalité.

#### Ambiances musicales
Sa voix est très reconnaissable, et marquée notamment par un vibrato important. Les ambiances musicales évoluent au fil de ses albums : musette et chanson réaliste au départ, puis davantage ouvert au rock, aux musiques du monde, et notamment des musiques africaines.

### Débuts et premier albumLa Marmaille nue
C'est au début des années 1990, qu'il passe derrière le micro et interprète ses textes. Blaise Cendrars fait partie, entre autres, de ses inspirations littéraires. Il chante fréquemment au théâtre du Tourtour avec Marousse et P'tit Louis. Son premier album, La Marmaille nue sort en 1993 et se vend à 100 000 exemplaires la première année. Musicalement, il est riche et parfois enjoué, et les textes sont crus mais lumineux .

### Deuxième albumLes Années sombres
En 1995, il crée son entreprise de spectacle La Marmaille Nue, avec sa manageuse et éditrice Fatiha Bendahmane,,. Parallèlement, il publie son deuxième album, Les Années sombres, qui est, comme son titre l'indique, un album aux textes tourmentés et tragiques (disque d'or également dès les premiers mois). Discret sur sa vie privée, il annonce la même année lors d'un concert au Bataclan qu'il a contracté le sida,. Il a également affirmé un an plus tôt que « se défoncer est une perte de temps ».

### IntermèdeLes Frères Misère
Il retrouve l'année suivante, en 1996, une partie des Chihuahuas pour l'album Frères Misère. Les rythmes sont parfois proches du punk et les textes abordent des thèmes plus engagés que pour les précédents albums solos. Peu diffusé, cet album ne rencontrera pas de succès immédiat.

### Troisième albumJe sais pas tropet albums live
En 1997, sort un nouvel album solo : Je sais pas trop (disque d'or) enregistré en live, aux mélodies et aux sonorités, une nouvelle fois, originales.
Deux ans plus tard, Mano Solo enregistre le double album Internationale Shalala en live au Tourtour, un petit théâtre où il se produit régulièrement depuis ses débuts. Il joue seul à la guitare, accompagné (à la guitare également) par Jean-Louis Solans. Les morceaux sont extraits des précédents albums solos, à l'exception du Shalala, un hymne de « révolution intérieure » que l'artiste chante avec son public à la fin de chaque concert. Son message est positif et dynamique.
Son deuxième album live, intitulé La Marche, sort en 2002, il reprend en grande partie des morceaux de l'album Dehors, sorti entre-temps (en août 2000). Le concert est enregistré à la Coopérative de Mai à Clermont-Ferrand et à La Halle aux Grains à Toulouse. L'album est accompagné d'un DVD où l'artiste fait figurer, aux côtés de photos et d'extraits de concerts, des animations en images de synthèse sorties de sa propre imagination. Depuis 2001, Mano Solo s'intéresse de près à Internet, il crée et développe son propre site autour de ses centres d'intérêt politiques, sociaux et artistiques, encourageant ses visiteurs à être eux-mêmes créatifs. C'est dans cet esprit que Le Cyber Poulpe verra le jour en 2002 : initié par Fred Sauton et les éditions Baleine, ce roman racontant une histoire du célèbre Poulpe sera écrit pendant un an à la manière d'un cadavre exquis par les membres du forum de Mano Solo.

### AlbumLes Animals
En 2004, sort Les Animals. Certains titres sont de nouveaux enregistrements d'anciennes chansons, alors que d'autres avaient été composées à la base pour Juliette Gréco, qui a finalement décidé de ne pas collaborer avec lui. Y figure également le titre Botzaris, enregistré avec Les Têtes Raides.
En 2004, il fait également deux apparitions sur l'album Dans le caillou de Karpatt dans les chansons Jeux Olympiques et Léon.

### Retour à l'autoproduction pourIn the Garden
En 2006, Mano Solo ne renouvelle pas son contrat avec Warner, sa maison de disques. Il s'autoproduit avec un nouvel album, In the Garden, sorti en mars 2007. Il propose aux internautes de l'aider dans son autoproduction par une souscription destinée à payer les frais de promotion une fois l'album réalisé. Il a emprunté à sa banque, mettant sa maison en garantie, 130 000 euros avec lesquels il payera la production et la fabrication du disque. La souscription sera lancée le 18 septembre. Tous les mois, le souscripteur a accès à de nouveaux contenus (chansons ou films) et à la sortie, il reçoit l'album. L'argent récolté sera utilisé pour la promotion de l'album. Par cette démarche, l'artiste souhaite se démarquer de l'industrie classique tout en montrant que la production artistique a un coût.
Par cette expérience et le peu de souscripteurs Internet (2 800), Mano Solo essaye de démontrer que s'il peut s'autoproduire aujourd'hui c'est uniquement sur un nom et une carrière déjà établie. Ce n'est pas à un artiste débutant qu'une banque prêterait une somme pareille. Les 35 000 exemplaires de l'album In the Garden vendus dans les bacs rembourseront la banque, sans offrir à l'artiste le moyen de produire l'album suivant.
Dans une interview au quotidien belge Le Soir en avril 2008, Mano Solo explique :

« L'autoproduction, ça ne peut pas marcher. J'en ai vendu 2 800 par souscription et le distributeur du CD n'a pas fait son boulot. Je suis la preuve vivante qu'on ne peut pas se passer des majors. J'en ai marre de ces médias qui n'arrêtent pas de cracher sur elles. Sans Warner, Mano Solo n'existerait pas. Ces firmes, ce ne sont pas des mécènes, elles sont là pour se faire du blé. C'est normal que ces gens te jettent si tu n'es plus compétent à leurs yeux. Pourquoi devraient-ils garder ceux qui ne vendent plus ? Ceux qui ne rencontrent pas leur public doivent dégager, c'est tout. Il y en a marre de ces considérations. La presse est complice de ça. Il faut arrêter de se leurrer : oui, le piratage nuit à la diversité et Myspace, c'est pathétique, ça fait peur, ce n'est pas là qu'on trouve l'avant-garde. Et personne en France n'a été révélé grâce à ça. Le MP3, ce n'est pas faire la révolution, c'est fabriquer des chômeurs. »

### Engagements et dernier album:Rentrer au port
Mano Solo reste avant tout un artiste très engagé. En mars 2006, il organise avec le « Collectif Je Suis Là » un concert au Bataclan dont les fonds ont été reversés à l'association Fazasoma qui vient en aide à la population malgache. Il anime également, à partir de janvier 2007, une émission de radio sur Aligre FM (93,1 MHz FM à Paris), Le Clou de la Soirée, tous les derniers samedis du mois, de minuit à pas d'heure, où il donne la parole à ceux qui ne l'ont pas. Sans parler de ses nombreuses apparitions dans des rassemblements visant à rétablir l'égalité.
À partir du 1er octobre 2007, Mano Solo anime une autre émission radio, Smoke City, faisant suite au Clou de la Soirée, toujours sur Aligre FM, les lundis de 18 h 30 à 19 h 30. Il y accueille le monde associatif et militant, des lanceurs d'alerte, dans une émission partisane et débridée. Beaucoup d'artistes vinrent aussi jouer en direct. L'émission du 7 juin 2008 a fait l'objet d'une captation vidéo dont les images constituent le documentaire De bâbord à tri. Smoke City s'arrête en janvier 2009.
Son dernier album est sorti le 28 septembre 2009, Rentrer au port, en licence chez Wagram.

### Censure
Le 11 janvier 2010, un auditeur de Là-bas si j'y suis signale que la chanson Du vent de l'album Les Animals, dans laquelle il faisait rimer « Travail Famille Sarkozy » (référence au slogan vichyste Travail, Famille, Patrie) avec « C'est la compassion pour les nantis », a été amputée de ses paroles lors d'une diffusion sur une radio du service public français. Il apparaît par ailleurs que cette chanson est remplacée par une autre (Paris avance) sur les sites de musique en streaming en ligne (comme Deezer, Jiwa) ainsi que sur la boutique iTunes.
Après une petite campagne de publicité, le titre est réapparu en mars 2010 sur Deezer[réf. souhaitée].

### Récompenses
Il a remporté trois disques d'or.

## Postérité

### Mort

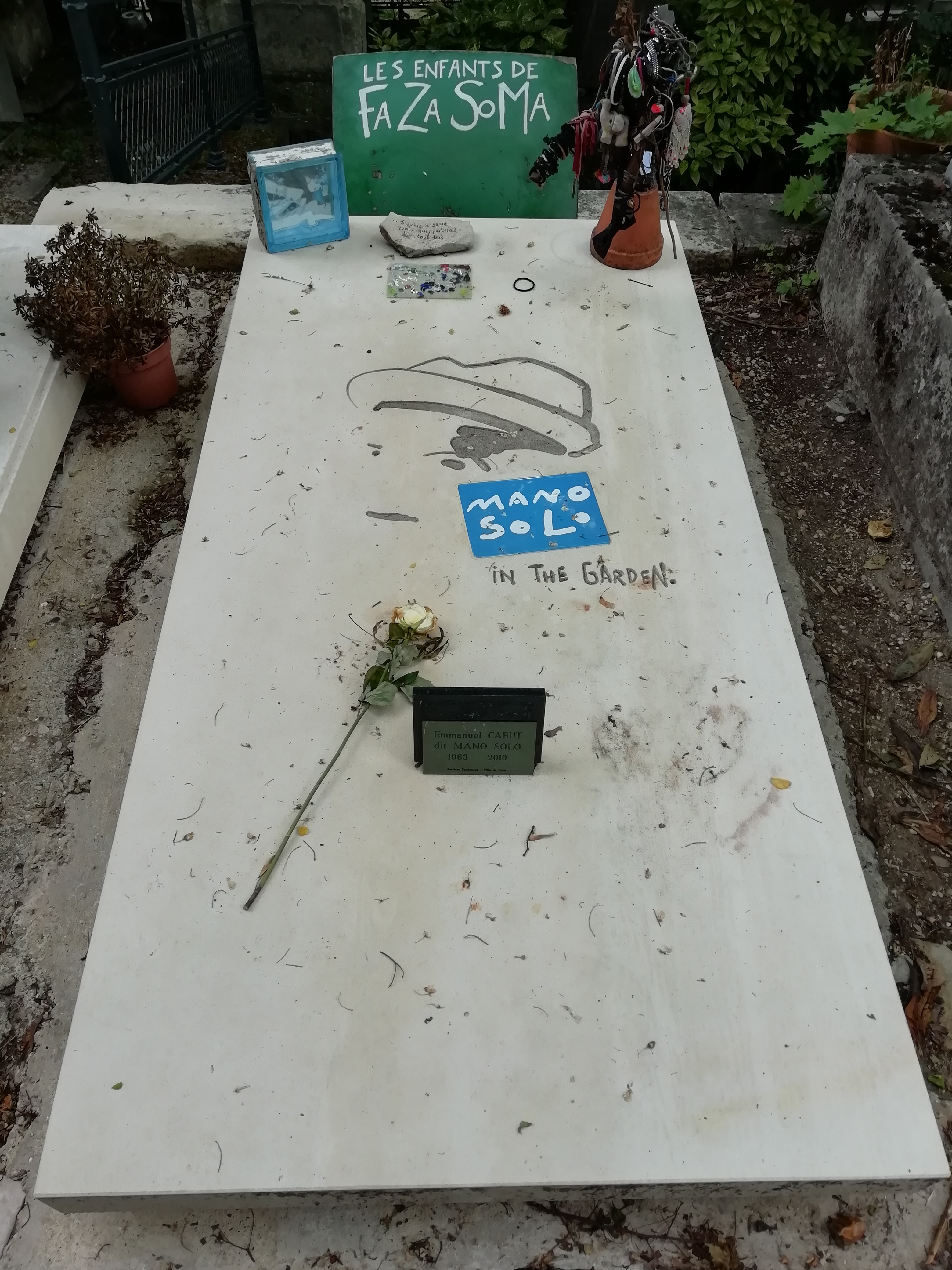
Tombe de Mano Solo au cimetière du Père-Lachaise (division 10).

Il meurt le 10 janvier 2010 à l'âge de 46 ans,Il avait été hospitalisé après son dernier concert à Paris le 12 novembre 2009, après plus de vingt ans de lutte contre le sida. Il est inhumé le 14 janvier au cimetière parisien du Père-Lachaise (10e division), entre les tombes de Claude Chabrol et Sophie de Condorcet non loin de Frédéric Chopin.
Mano Solo est mort sans descendance.

### Hommages
Le 14 novembre 2011, sort l'enregistrement du dernier concert de Mano à l'Olympia de novembre 2009. La publication de cet enregistrement a été demandée par les musiciens du chanteur et acceptée par la famille. Les bénéfices des ventes reviennent à l'association Fazasoma[réf. nécessaire].
Une collection de livrets de toutes les chansons de Mano Solo pour piano, chant et guitare est sortie en 2012 aux éditions Sauvagette.
Le 22 janvier 2020, à l'occasion du dixième anniversaire de la mort du chanteur, Novelab, La Vingt-Cinquième Heure et Mediapart publient Mano Solo : Vive la révolution !, une « bande défilée » rendant hommage à l'artiste en décrivant son univers, de son enfance jusqu'à sa mort. Cette bande dessinée interactive inclut des extraits d'un texte autobiographique inédit intitulé Les Ailes aux talons et une sélection d'archives de l'artiste (dessins, bandes dessinées, peintures et photographies, entre autres).
Le 10 janvier 2024, quatorze ans après la mort du chanteur, le vidéaste Fabien Olicard publie sur YouTube, sur sa chaîne secondaire, un documentaire de près d’une heure et vingt-cinq minutes intitulé L’Histoire de Mano Solo - Et vive la révolution dans lequel il retrace la vie et le parcours du chanteur avec des extraits vidéo et son rapport personnel au chanteur. Dans la description, il précise : « Mano Solo est sûrement l'un des plus grands poètes réalistes français. Il nous a quittés le 10 janvier 2010, cette vidéo a pour vocation de faire connaître son travail, son œuvre et également l'homme qu'il était. »

## Publication
- Mano Solo, Joseph sous la pluie, roman, poèmes et dessins, Paris, Éditions du Seuil, coll. « Points », 2012, 318 p.  (ISBN 978-2-7578-2700-0)

## Sources

### Vidéo
L’Histoire de Mano Solo - Et vive la révolution, Fabien Olicard, 2024